# Азиатский паралихт
Азиа́тский парали́хт, или ло́жный па́лтус (лат. Paralichthys olivaceus) — вид донных лучепёрых рыб из семейства паралихтиевых (Paralichthyidae), обитающих в тёплых водах северо-западной части Тихого океана (южная часть Японского моря, Жёлтое и Восточно-Китайское моря до 33° с. ш.) В российских водах встречается в заливе Петра Великого.

## Описание
Тело покрыто мелкой чешуёй, сжатое, вытянутое, длиной до 80 см и более. Верхняя (левая) сторона оливково-коричневая с тёмными и мелкими белыми пятнами. Слепая сторона белого цвета. Рот большой, зубы на обеих челюстях хорошо развиты.

## Биология
Азиатский паралихт — донный хищник, обитающий на шельфе на глубинах от 20 до 200 м. Нерестится вблизи берегов на меньших глубинах. Икра пелагическая. Теплолюбивый вид — оптимальные температуры для роста 19—25 °С

## Значение
Является промысловым видом, ценится в странах Азии за высокие вкусовые качества. Один из основных видов садковой аквакультуры в Корее, Китае, Японии.